# Reliance (Dakota du Sud)
Pour les articles homonymes, voir Reliance.
Reliance est une municipalité américaine située dans le comté de Lyman, dans l'État du Dakota du Sud.
Fondée en 1905, la ville porte d'abord le nom du propriétaire des terres où elle fut construite : Herron. Pour éviter toute confusion avec Huron, elle adopte par la suite le nom de Reliance.

## Démographie
| 1910 | 1920 | 1930 | 1940 | 1950 | 1960 |
| ---- | ---- | ---- | ---- | ---- | ---- |
| 192  | 317  | 287  | 219  | 215  | 201  |

| 1970 | 1980 | 1990 | 2000 | 2010 | - |
| ---- | ---- | ---- | ---- | ---- | - |
| 204  | 190  | 169  | 206  | 191  | - |

Selon le recensement de 2010, Reliance compte 191 habitants. La municipalité s'étend sur 1,14 milles carrés (2,95 km2), dont 0,06 milles carrés (0,16 km2) d'étendues d'eau.